# Mossatjärnen, Hälsingland
Mossatjärnen är en sjö i Ljusdals kommun i Hälsingland och ingår i Ljusnans huvudavrinningsområde.